# Stanisław Dzierżek
Stanisław Dzierżek herbu Nieczuja – chorąży bełski w latach 1765–1775, chorąży buski w latach 1750–1765, miecznik buski w 1750 roku.

## Życiorys
W 1764 roku był elektorem Stanisława Augusta Poniatowskiego z województwa bełskiego. W załączniku do depeszy z 2 października 1767 roku do prezydenta Kolegium Spraw Zagranicznych Imperium Rosyjskiego Nikity Panina, poseł rosyjski Nikołaj Repnin określił go jako posła wrogiego realizacji rosyjskich planów na sejmie 1767 roku, poseł województwa bełskiego na sejm 1767 roku.
Był synem Michała Mikołaja Dzierżka h. Nieczuja i Ludwiki z Duninów h. Łabędź. Dwukrotnie żonaty - pierwszy raz z Heleną ze Złoczewskich h. Grabie, drugi raz z Anielą hr. Krasińską, starościanką korytnicką.